# Kadawala
Kadawala är en administrativ by i Sri Lanka.   Den ligger i provinsen Västprovinsen, i den sydvästra delen av landet, 30 km norr om huvudstaden Colombo.